# Boris Izrailevič Volček
Boris Izrailevič Volček (Vicebsk, 6 dicembre 1905 – Mosca, 15 maggio 1974) è stato un regista sovietico.

## Filmografia parziale

### Regista
- Sotrudnik ČK (1963)
- Obvinjajutsja v ubijstve (1969)
- Komandir sčastlivoj Ščuki (1972)